# Mustalampi
Mustalampi je jezero v Národním parku Nuuksio v Nuuksio ve čtvrti Vanha-Espoo města Espoo v provincii Uusimaa v jižním Finsku. Mustalampi je známé přírodními plovoucími rašelinovými ostrovy/vory, které patří mezi nejznámější přírodní památky národního parku Nuuksio.

## Další informace
Současné jezero Mustalampi vzniklo umělým přehrazením a nachází se blízko a jižně od populárního jezera Haukkalampi, které má svou hladinu o cca 15 m níže než Mustalampi. Okolí jezera je kopcovité. Díky zvýšení hladiny jezera se lehčí travnatá a rašelinitá půda odtrhla od podloží a vznikly tak netradiční plovoucí ostrovy/vory na hladině. Vody Mustalampi vtékají potokem do Haukkalampi. Vzhledem k popularitě místa, jsou se na břehu Mustalampi dvě tábořiště. K jezeru vedou značené turistické stezky a cyklostezka, např. stezka Korpinkierros.

## Galerie

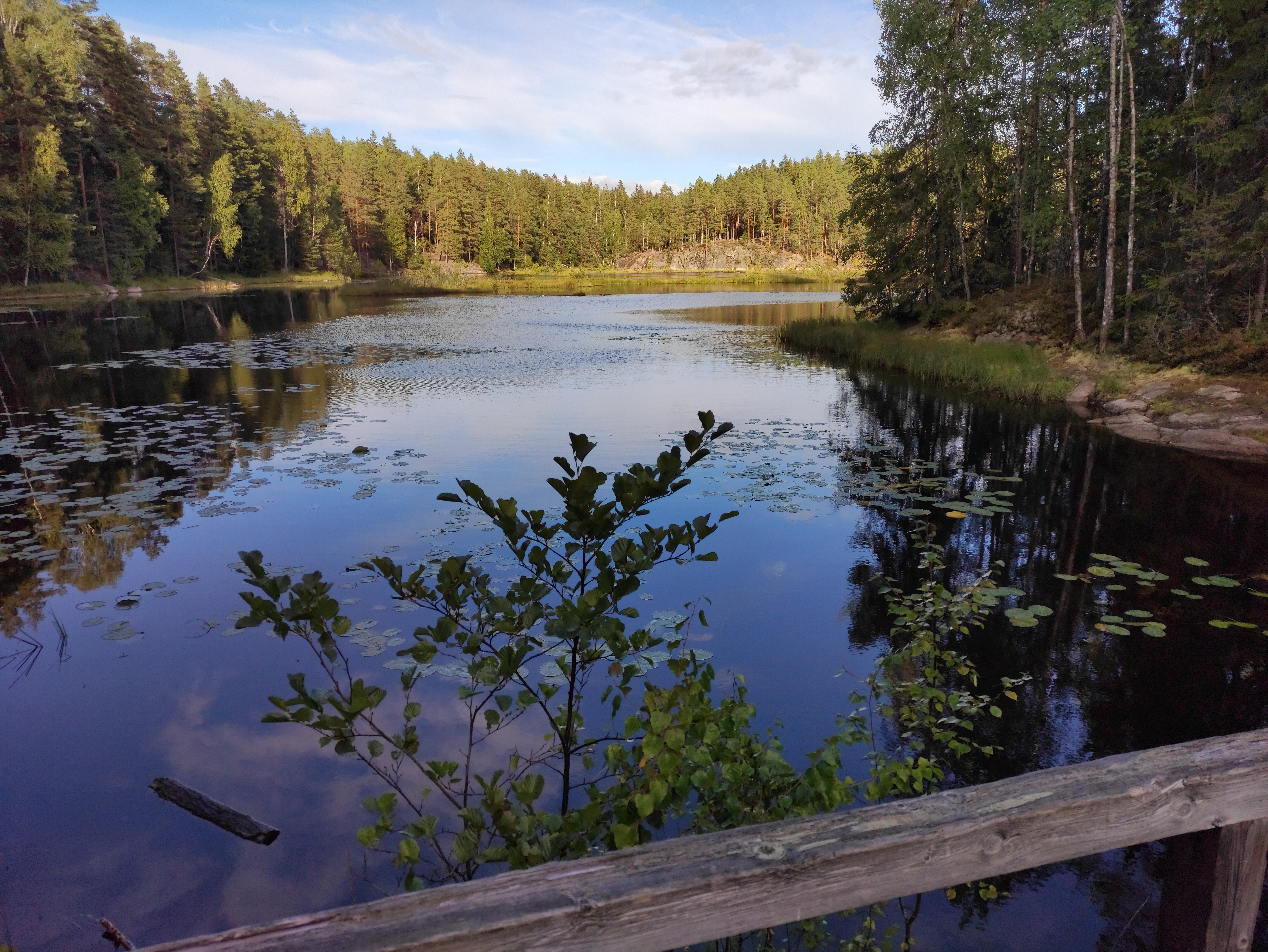
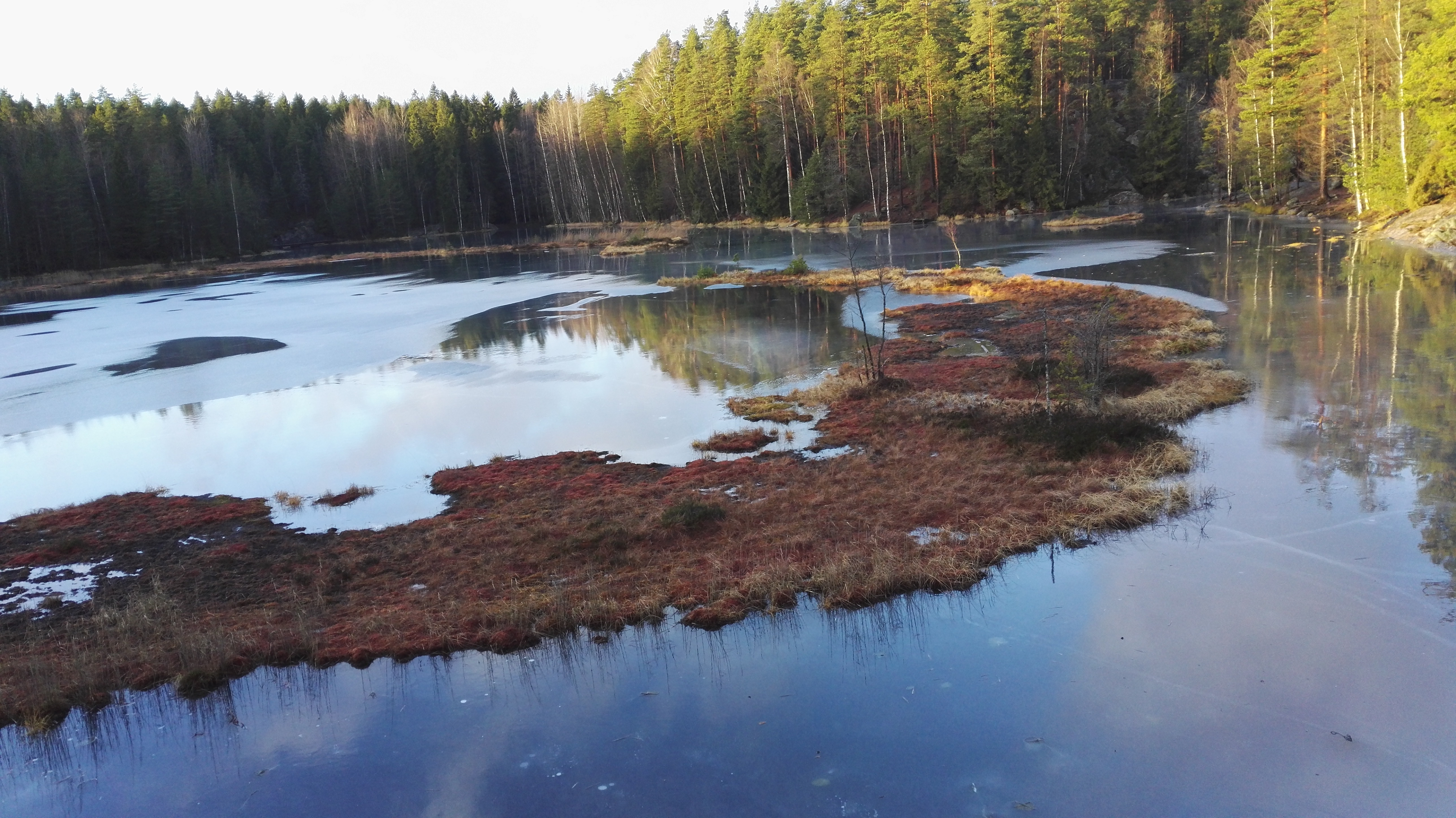
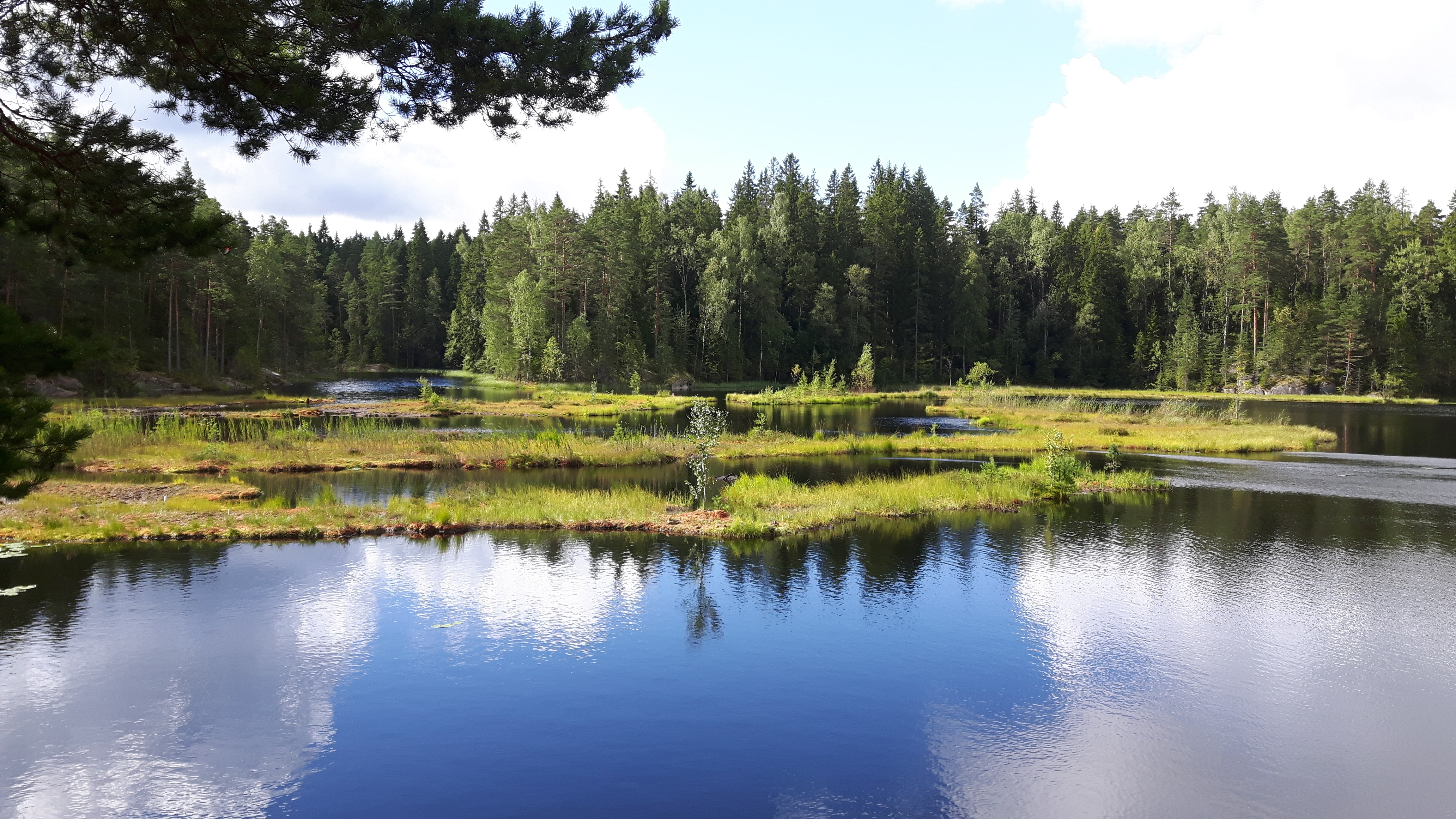
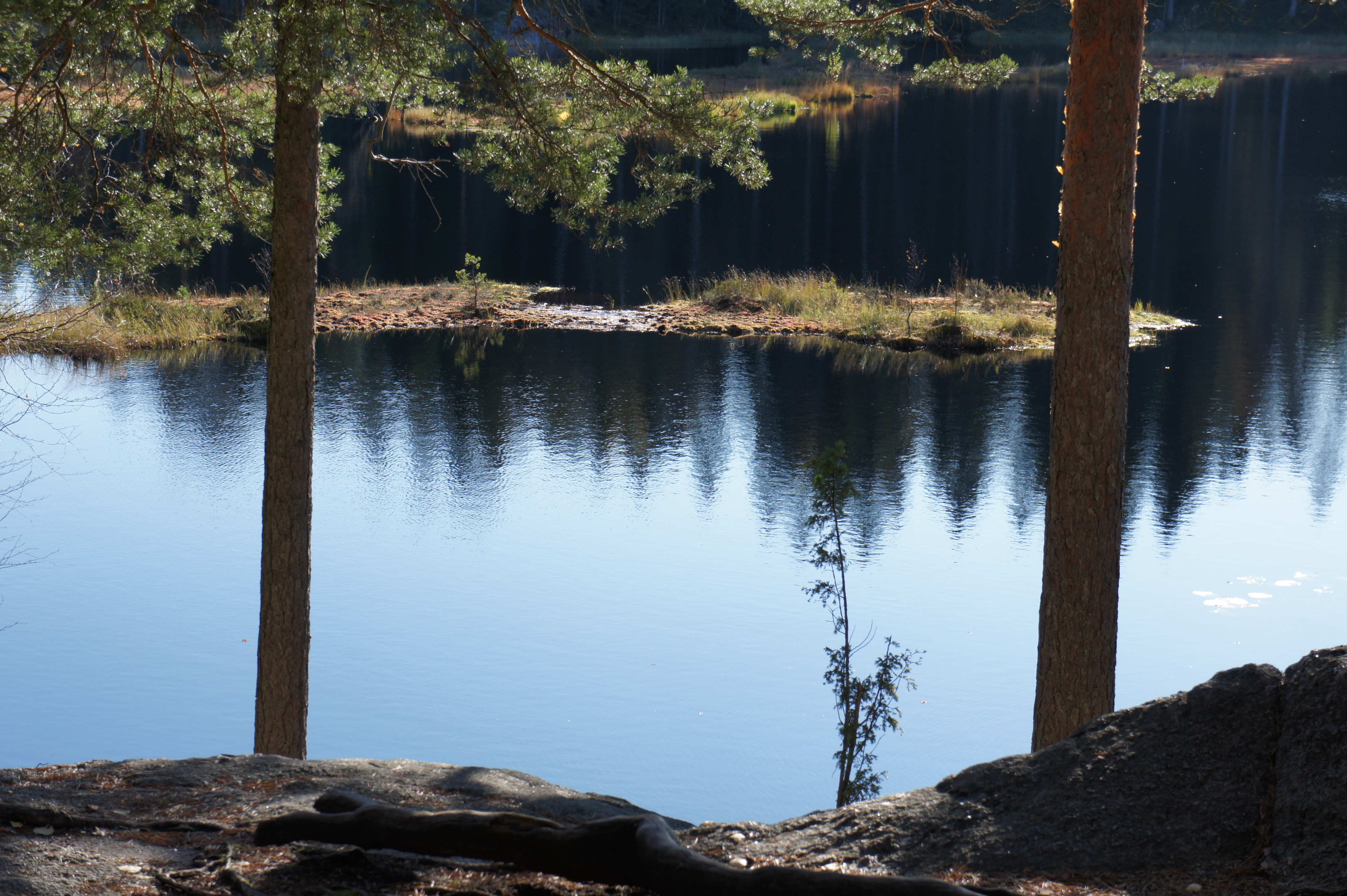